# ゆうどき
『ゆうどき』は、NHK総合テレビジョンで放送された生活情報番組である。

## 概要
2006年4月3日『ゆうどきネットワーク』（英称：YOU-DOKI NETWORK）の番組名で放送を開始した。前身は『首都圏ネットワーク』17時台である。同枠は長年にわたってローカル枠だったが、首都圏以外の地域でも部分ネットされることになり、番組名を変更した。NHKスタジオパーク内にあるスタジオから生放送される。コンセプトは「夕方5時のあったかテレビ」である。
基本的に平日17時台の放映で、祝日、大相撲の本場所と高校野球の全国大会、並びにオリンピックの開催中は休止する。また国会中継がこの時間帯で続いている場合は、その終了後から一部のコーナーを変更・省略した形で短縮放送される。
末期の関東地区における視聴率は5%程度で推移した。
2006年度は、17:10 - 17:30の第1部が準全国放送、17:30 - 18:00の第2部が関東地方と山梨県・静岡県（変則編成）を対象としたローカル放送であった。制作は第1部まで含めて首都圏放送センターで、これが後述する問題点の原因になった。第1部のみネットする放送局では、第2部の時間帯に独自制作の地域情報番組を放送した。一部地域では第2部の番組を『ゆうどきネットワーク東海・北陸』（名古屋局）、『ゆうどきネットワーク新潟』（新潟局）などと、「ゆうどき」を冠した名称で放送した地域もあるが、この項で指す首都圏放送センター制作の『ゆうどきネットワーク』とは別番組扱いであった。
2007年度はこの分岐がなくなったものの、放送地域の拡大などで『5時のニュース』が15分間の放送になったことに伴い、第1部開始が5分遅くなり、その分時間が削られた（17:10 - 17:15は、各地のニュース･気象情報。17:56 - 18:00はブロック別気象情報）。

### 本格リニューアル後
2008年度は従来ミニ番組で穴埋めした17時前の時間枠にまで拡大した。16時55分から10分間は全国のニュースを『NHKニュース7』も兼務する女性アナウンサーが伝える。新規初放送は北海道と福岡県で、全く放送しない地域は関西地方・宮崎県のみとなった（#地域ごとの差し替え番組を参照）。この事でNHKの各地の放送局は、地域番組放送後などの放送センターからの番組配信などに融通が利くようになった。
同時に、猫をモデルにしたマスコットキャラクター“ゆうどきニャン太郎”（作は佐野研二郎、声は照井春佳）が登場し、タイトルロゴは夕日をベースに「ゆ」というロゴに変更された。また、それまで首都圏センター送出だった関係で時報スーパーは各局任意だったが、2008年度よりアナログ放送においての時報スーパーは全国放送の放送センター送出となった。デジタル放送はこれまでどおり各局別での表示である。第90回全国高等学校野球選手権記念大会・北京オリンピックなどの長期スポーツ特別編成明けの2008年8月25日放送分以降、テロップレイアウトに小変更があった。
2009年度は、開始当初から長い間使われてきたテーマ曲が一新されるとともに、スタジオの雰囲気も明るくなった。また、モノラル放送からステレオ放送に変更された。
毎年12月28日の夕方には各地方放送局が『ローカルニュースハイライト』を放送しており、首都圏放送センターも2008年まで『ゆうどき』を休止して『首都圏ハイライト』を放送したが、2009年以降は通常の『首都圏ネットワーク』で放送する。これにより、『ゆうどき』の年内最後の放送日は12月28日となり、一部の局も同時ネットする（#ネット放送局を参照）。
2010年11月29日放送分からは既に実施された番組内の中断ニュース（16:55 - 17:05）を含めて、リアルタイム字幕放送を開始した。当初は不定期での実施だったが、2011年度からは毎日実施されるようになった。
大相撲中継により放送が休止となるが、2010年の名古屋場所は中継を見合わせたために通常通り放送した。2011年春場所は開催中止になったため、通常通りの放送予定だったが、震災関連のニュースを放送したため休止となった（後述）。技量審査場所となる2011年夏場所も中継せずに本番組を放送した。

### 東日本大震災関連放送
2011年3月11日に発生した東北地方太平洋沖地震（東日本大震災）のため臨時の報道体制を敷いた。18日まで特別体制が敷かれていたため休止した。21日からは関東・甲信越地方は『首都圏震災ニュース』、東北地方は『東北ライフライン情報』をそれぞれ放送。これらを放送しない北海道地方および東海・北陸以西（近畿地方も含む）の地方に向けては『世界ふれあい街歩きセレクション』などの裏送り番組を放送した。
一方で、2011年3月21日から4月8日までの3週間『被災者 いま訴えたいこと』と題した特別番組を放送、東日本大震災の被災者からの声を紹介した。放送時間は3月22日から4月1日までは13時台、3月21日と4月4日以降は14時台であった。スタジオ・出演者は『ゆうどき』と同じ。総合テレビのほか、BS1、NHKワールド・プレミアムで同時放送した。
2011年4月12日から『震災に負けない ゆうどきネットワーク』（しんさいにま- ）として再開し、放送時間を18:30まで延長した。また、『震災に負けない』は関西地方でも5月20日まで放送された。また、金曜日のみ差し替えを行う宮崎県地方でも5月13日まで金曜日放送分がそのまま放送された（実質的な全国放送）。
17時台は通常のスタジオパークから放送されるが、被災地域を中心に震災関連の話題を伝える。仙台局との中継を結び、仙台からは津田喜章が担当した。5月は大相撲中継に伴う放送休止があるが、2011年5月場所は「技量審査場所」として開催されたためNHKは生中継を実施せず、『ゆうどき』を通常通り放送した。時報スーパーは17:10 - 18:00は常時表示された。18時台は主に首都圏のローカルニュースを放送するNC-Cフロアに場所を移る。福島、盛岡、仙台、水戸局とリレー形式でニュースを伝え、東京のスタジオからはニュースリポートやその他のニュースを伝える。字幕放送なしのモノラル音声となるほか、テロップ仕様も本番組ではなく、NHKニュース各番組と同じテロップを使用し、FAX番号やメールアドレスは表記されなかった。また、関西と宮崎県を含む全国放送で、18時台の各地のニュースは短縮して放送された。なお、5月16日以降は18時台は任意ネットになり、一部地域では18時台の放送を打ち切って本来のローカルニュース番組の定時放送に戻る。
なお、『震災に負けない』は6月10日で終了となり、翌週からは通常の編成に戻った。
2012年3月5日 - 9日の放送は震災から1年を迎えるにあたり、関西地方でも放送された。

### 2013年度編成
2013年4月1日から、同番組を全国ネット放送としてこれまでネットしなかった関西エリアでも放送を開始するとともに、金曜日を大阪放送局制作に変更することになった。タイトルも『ゆうどきネットワーク 関西発』と一部改題される。キャスター陣は田丸麻紀（女優）と比留木剛史（NHKアナウンサー）が務める。
また、放送時間が17時10分から18時00分に変更されると同時に、2008年度以来内包した16:55 - 17:05の全国ニュースについては、独立番組となり17:00 - 17:10に移動する。

### 2014年度編成
2014年4月の新年度からタイトルを『ゆうどき』に改題して、放送時間が16時55分から18時00分に変更されると同時に、17:00 - 17:10に独立番組として放送された全国ニュースが1年ぶりに内包される。また、担当女性アナウンサーも5代目として合原明子が登板した。
2015年3月6日で当番組は終了し、9年間の歴史に幕を閉じた。最終回は金曜日のため通常通り大阪からの放送だったが、大阪放送局のスタジオに山本と合原が赴き田丸・比留木と4人で進行する形式をとった。その後、大相撲春場所や第87回選抜高校野球大会に伴う特別編成期間を挟み、同年3月30日から後継番組『ニュース シブ5時』がスタートした。『ニュース シブ5時』では、タイトル通り報道番組となり、放送時間も16時50分から18時10分に変更された。

## 出演者

### メインキャスター
- 山本哲也(やまもと・てつや)（2006年4月3日 - 2015年3月6日）[注 21]
- 合原明子(ごうばる・あきこ)（2014年4月1日 - 2015年3月6日）[注 22]

### コーナー担当
※印は、主に「ニャンカメが行く!」を担当。

#### 2014年度出演
- 相川さとし（元札幌テレビ放送アナウンサー、2011年度から）
- 佐伯桃子(さえき・ももこ)（元水戸局リポーター、2007年度から）
- 上條麻里奈(かみじょう・まりな)（元テレビユー福島アナウンサー、2012年度から）
- 角田京子(かくた・きょうこ)（元山形局キャスター、2012年度から）

#### 2013年度出演
- 相川さとし(あいかわ・さとし)（元札幌テレビ放送アナウンサー、2011年度から）
- 佐伯桃子(さえき・まりな)（元水戸局リポーター、2007年度から）
- 上條麻里奈(かみじょう・まりな)（元テレビユー福島アナウンサー、2012年度から）
- 角田京子(かくた・きょうこ)（元山形局キャスター、2012年度から）

#### 2012年度出演
- 佐伯桃子(さえき・ももこ)（元水戸局リポーター、2007年度から）
- 相川さとし(あいかわ・さとし)（元札幌テレビ放送アナウンサー、2011年度から）
- 上條麻里奈(かみじょう・まりな)（元テレビユー福島アナウンサー、2012年度から）
- 角田京子(かくた・きょうこ)（元山形局キャスター、2012年度から）
- 武藤友樹(むとう・ともき)（アナウンサー、2012年度から。異動に伴い短期で降板）
- ※稲塚貴一(いなづか・きいち)（アナウンサー、2012年度から。異動に伴い短期で降板）

#### 2011年度出演
- 佐伯桃子（元水戸局リポーター、2007年度から）
- 阿部悦子(あべ・やすこ)（元鹿児島読売テレビアナウンサー、2008年度から2011年度まで）
- 野口香織(のぐち・かおり)（元札幌局リポーター、2010年4月から）
- 相川さとし(あいかわ・さとし)（元札幌テレビ放送アナウンサー、2011年度から）

#### 2010年度出演
- 佐伯桃子(さえき・ももこ)（元水戸局リポーター、2007年度から）
- 阿部悦子(あべ・やすこ)（元鹿児島読売テレビアナウンサー、2008年度から）
- 松尾れい(まつお・れい)（元甲府局リポーター、2008年度から。2011年度はロケVTRのみ出演）
- 森園有里(もりぞの・ゆり)（元水戸局リポーター、2008年度から。『こんにちはいっと6けん』のリポーターへ転向）
- 牟田祥子(むた・しょうこ)（元水戸局リポーター、2009年度から）
- 登田真由子(のぼりた・まゆこ)（元岩手朝日テレビアナウンサー、2009年9月から。『サキどり↑』のディレクターへ転向）
- 野口香織(のぐち・かおり)（元札幌局リポーター、2010年4月から）
- 桧垣理奈（元あいテレビ→テレビ埼玉アナウンサー、2010年4月から。2011年度はロケVTRのみ出演）
- ※中尾晃一郎(なかお・こういちろう)（アナウンサー、2010年度から）

#### - 2009年度出演
- 木村朋子(きむら・ともこ)（元福岡局リポーター）
- 山本純子(やまもと・じゅんこ)（元横浜局リポーター）
- 佐藤睦子(さとう・むつこ)（元『こんにちはいっと6けん』リポーター）
- 北村みえ(きたむら・みえ)（元『生活ほっとモーニング』リポーター、2008年度から。『こんにちはいっと6けん』のリポーターへ転向）
- 松森由美子(まつもり・ゆみこ)（元福島局キャスター、2008年度から）
- 小笠原愛(おがさわら・あい)（元神戸局キャスター、旧姓：児玉、2008年度から）

コーナーの中で、『ゆうどきCHECK!』およびコーナー担当は、2008年10月以降、局アナやディレクター（佐藤純子ら）が、リポートすることが多くなった。2011年度からは、俳優（石田純一、原千晶ら）・タレント（清水ミチコ、兵藤ゆきら）等をゲストに迎えることも多い。

### 特別リポーター
- 木原四郎(きはら・しろう)（イラストレーター、「イラスト紀行コーナー｣）
- 芝田山康（スイーツコーナー「ごっつぁんスイーツ」担当、不定期ではあるが月曜日での出演が多い。2008年度から、本人の不祥事があってからしばらくは休止したが2012年12月18日に再開）
- きよ彦（着物デザイナー、「郷土料理コーナー｣、2009年2月から）
- 山田真哉(やまだ・しんや)（公認会計士・作家、「そこが知りたい」担当、2009年4月から月1回程度出演）
- 木曽さんちゅう（Wコロン）（芸人、「駅弁ひとり旅」担当、2010年11月から不定期出演）
- 羽田美智子(はだ・みちこ)（女優、「トリタビ」担当、2011年2月から不定期出演）
- 小泉武夫(こいずみ・たけお)（発酵学者、「発酵漫遊記」担当）
- スギちゃん（芸人、「駅弁ひとり旅」担当、2013年2月から不定期出演）
- 松崎しげる(まつざき・しげる)（歌手、トリたび担当）

### 今週のニッポン・コメンテーター
- 山口義行(やまぐち・よしゆき)（立教大学教授）
- 藤田太寅（経済ジャーナリスト・元NHK経済部記者、元NHK解説委員)

### 気象キャスター
- 平井信行(ひらい・のぶゆき)（気象予報士。2011年度からエンディング前の関東・甲信越の気象情報を担当。18:52の気象情報を兼務）
- 中村次郎(なかむら・じろう)（気象にまつわる独自コーナーを月1回担当）

### 教えて! マナーのツボ
生活に関する知恵を紹介するコーナーであった「教えて! おばあちゃん」を一度終了する形でリニューアルした。現在は、生活上の常識に関する大事なポイントを抑えておくようにナビゲートするコーナーとして放送する。
- 瀬能礼子(せのう・れいこ)（トキばあちゃん役）
- 永井寛孝(ながい・ひろたか)（サラリーマン・ゆうどき太郎役）
- 丸山真奈実(まるやま・まなみ)（妻・夕子役）

## 過去の出演者

### 司会
いずれも12:15の首都圏ローカルニュースを兼務。
- 江崎史恵(えざき・しえ)（2006年度、2007年度）
- 柴田祐規子(しばた・ゆきこ)（2006年江崎が出張時に代役した）
- 安部みちこ(あべ・みちこ)（2008年3月31日 - 2009年1月9日）
2008年10月23日の放送で第1子妊娠を発表した。出産準備のため降板した。その際、代役も含め後任についての言及はなかった。以降、年度締めまで各放送局の女性アナウンサーが代役で出演した。
  - 1月26日 - 30日　秋野由美子(あきの・ゆみこ)（当時：東京アナウンス室）
  - 2月2日 - 6日　青木希久子(あおき・きくこ)（当時：岐阜放送局）
  - 2月9日 - 13日（11日は祝日休止）　森花子(もり・はなこ)（当時：甲府放送局）
  - 2月16日 - 20日　石井かおる(いしい・かおる)（東京アナウンス室）
  - 2月23日 - 27日　結城さとみ(ゆうき・さとみ)（当時：さいたま放送局）
  - 3月2日 - 6日　杉浦友紀(すぎうら・ゆき)（当時：福井放送局）
  - 3月9日 - 13日　山本志保(やまもと・しほ)（当時：東京アナウンス室）
- 松村正代(まつむら・まさよ)（2009年3月30日 - 2011年3月10日）[注 23]
- 出田奈々(いでた・なな)（2011年4月12日から2014年3月28日・札幌局より転勤）[注 24]

### リポーター
- 井田寛子（元静岡局キャスター、2008年3月まで）
2008年度 - 2010年度大阪局に気象予報士として採用され、『NHKニュースおはよう関西』を担当し、2011年度から2015年度まで、ニュースウオッチ9の気象情報を担当した。
- 渕岡友美（元前橋局リポーター、2008年3月まで）
2008年度気象予報士となり関嶋とともに半井小絵と同じ事務所に移籍、『NHKニュースおはよう日本』の気象情報を2011年9月まで担当する。
- 結野亜希（元松山局キャスター、2008年3月まで）
2008年度衛星放送局に移り、『BSニュース』『お元気ですか日本列島』を担当する。
- 牛窪万里子（元横浜局リポーター）
- 松波順子
テレビ東京『レディス4』に出演する。
- 佐藤尚子（元甲府局リポーター、2008年3月まで）
- 河原友絵（元さいたま局リポーター、2008年3月まで）
- 羽田未蘭野（はねだ・みらの。元宇都宮局リポーター、2007年度から）
その後キャリア採用試験に通り、その後東海地方（津局 → 名古屋局）で記者を経て（名古屋市長選挙などを担当）、現在[いつ?]は東京本局政治部記者である。
- 増田有希子（元津局キャスター、2008年度のみ）
- 井上朋子（元水戸局リポーター、2009年10月から2011年2月2日）
2011年度から『こんにちはいっと6けん』のリポーターを担当。
- 登田真由子（元岩手朝日テレビアナウンサー、2009年9月から）
2011年度からは、『サキどり↑』のディレクターを担当する。
- 阿部悦子（元鹿児島読売テレビアナウンサー、2008年4月から2011年3月）
フジテレビジョン『スーパーニュース』でリポーター（ディレクター）を担当する。

アナウンサー
- 小松宏司
- 鈴木桂一郎（2008年度のみ）
- 宮本愛子
- 荒木美和
- 山本志保
- 鈴木健一（2009年度）
- 結城さとみ（きよ彦・郷土料理コーナー・ナレーション担当）
2011年度から『こんにちはいっと6けん』の司会を担当する。

### 特別リポーター
- デーブ・スペクター（2008年度のみ）
- 矢崎滋（2008年度のみ）
- 永島敏行（2007年度から2008年まで）
- 奈美悦子（2007年度から2008年まで）

### コメンテーター
- 金子勝（慶應義塾大学教授）
- 荻原博子（経済ジャーナリスト）
- 池上彰（ジャーナリスト・元NHK報道記者)（2008年度から）
- 江川紹子（ジャーナリスト）（2008年度から）

### 気象キャスター
- 関嶋梢（気象予報士。2010年度までエンディング前の関東・甲信越（2007年9月まで関東・山梨県）の気象情報を担当）[注 25]

## 放送時間
以下は基本編成であり、地域により異なる。
2006年度
- 第1部：月曜 - 金曜 17:10 - 17:30
- 第2部：月曜 - 金曜 17:30 - 18:00

2007年度
月曜 - 金曜 17:15 - 17:56
- 17:56 - 18:00および金曜日の一部地域は、原則としてローカル枠または管轄地域枠となり、各地の気象情報などを放送する。この枠を別番組とするか『ゆうどき』に内包させるかは各地域の判断に委ねられた。
- 関東・甲信越地方（9月までは関東地方と山梨県のみ）は引き続き東京のスタジオから気象情報を放送した。静岡県の予報も出すが、この時間の静岡局は名古屋から東海・北陸の気象情報を放送した。

2008年度 - 2012年度
月曜 - 金曜 16:50 - 18:00
- 16:55 - 17:05は全国ニュース、17:54 - 18:00はローカル枠または管轄地域枠である。17:57 - 18:00（エンディング）を放送するかしないかは各地域の判断に委ねられる。
- ほとんどの地域では17:54 - 17:57は気象情報に充てられる。関東・甲信越地方では東京のスタジオから関東・甲信越・静岡の気象情報を放送する。2008年度以降も静岡県の予報も出すものの、この時間の静岡局は引き続き名古屋から東海・北陸の気象情報を放送する。2011年6月6日放送分からは北海道地方でも18:00までローカルの気象情報と18:10からの『ネットワークニュース北海道』の予告を放送するようになったため、これまで東京から放送された17:57からのエンディング部分の放送が事実上終了した。さらに2012年4月からは高知局でも松山局発の気象情報終了後、一般視聴者からの投稿写真を紹介する「土佐の一枚」を放送するため、17:57からのエンディングは放送されない。

2013年度
月曜 - 金曜 17:10 - 18:00
- 16:55 - 17:05の全国ニュースを17:00 - 17:10に変更し、当番組から独立した。金曜は大阪放送局制作（ゆうどきネットワーク 関西発）に変更した。
- 17:54 - 18:00はローカル枠または管轄地域枠である。
- ほとんどの地域では17:54 - 17:57は気象情報に充てられる。前年度に引き続き、関東・甲信越地方では東京のスタジオから関東・甲信越・静岡県の気象情報を放送。北海道ブロックは18:00まで道内の天気と『ネットワークニュース北海道』の予告を放送。東海・北陸・静岡は東海・北陸・静岡県の気象情報を18:00まで放送。なお、2012年度まで17:57〜18:00に「土佐の一枚」を放送していた高知局は、同番組が18時台の県域ニュース番組『こうち情報いちばん』の1コーナーに移行したのに伴い、2013年度から17:57からのエンディングをネット受けするようになった。

2014年度
月曜 - 金曜 16:55 - 18:00
- 17:00 - 17:10の全国ニュースは、当番組に内包される。金曜は大阪放送局制作（ゆうどき 関西発）である。
- ほとんどの地域では17:54 - 17:57は気象情報に充てられる。前年度に引き続き、関東・甲信越地方では東京のスタジオから関東・甲信越・静岡県の気象情報を放送。北海道ブロックは18:00まで道内の天気と『ほっとニュース北海道』の予告を放送。東海・北陸・静岡は東海・北陸・静岡県の気象情報を18:00まで放送。

### 備考
以下の例は、番組変更がある場合である。
- 祝日および年末年始の特別編成（全休止）
- 大相撲中継放送時（全休止）
- 選抜高等学校野球大会（春季）・全国高校野球選手権大会（夏季）放送時（期間中試合がある場合は短縮か休止）
2010年名古屋場所については大相撲野球賭博問題の影響で生中継を取りやめたため、本番組は休止せずに放送した。その影響から、第92回全国高等学校野球選手権大会の前後を含んだ4週間、この番組が休止となった。
2011年大阪場所については大相撲八百長問題の影響で主催元の日本相撲協会が開催自体そのものを中止した。これに伴い大相撲中継の放送も中止になり、本番組は当初、選抜高等学校野球大会開幕前日まで通常通り放送される予定だったが、2011年3月11日発生の東日本大震災特設ニュースが組まれた関係で本番組も放送中止となった。
- 国会中継放送時（延長の場合は短縮か休止）
史上最短の放送時間は3分間（17:57 - 18:00）で主に番組宣伝の告知が多い。
- 選挙時の政見放送放送時（地域により短縮か休止。休止の場合、政見放送終了後も時間が余るときは政見放送の関係で時差放送される番組、再放送番組、ミニ番組などで穴埋めされる）
2012年12月6日・7日[注 37]・10日から14日にかけてと2014年12月3日から12月9日にかけては関東地方および山梨県地方では全国ニュースの部分を除き放送されなかった一方、その他の地域では東京・放送センターからの裏送りで通常通り放送された。
- 重大なニュースがあった時（短縮か休止）
2011年2月22日はニュージーランド地震関連のニュースのため別番組差し替えの関西地方を含めて17:57に終了時刻を繰り上げた。
2011年9月1日・5日・8日はロンドンオリンピック サッカー女子アジア最終予選の日本代表戦の中継のため休止した。（それぞれ 日本対 タイ戦、対 オーストラリア戦、対 朝鮮民主主義人民共和国戦、全て中国山東省済南市・山東省体育中心体育場からの中継）

例外として2007年9月6日の場合は、内容を台風9号関連のニュースに差し替え、スタジオも通常のスタジオパークではなくニュースセンターCフロアからの放送となった。これ以外にも『首都圏ネットワーク』を放送するニュースセンターCフロアからのスタジオからニュースが入る場合もある。

## NHK各地の放送局の番組の放送状況
テレビ東京を除く民放キー局の夕方報道番組とは違い、公共放送であるNHK制作であるが故、芸能の話題をあまり取り上げないことを番組の制作スタッフが逆手に取って生活情報を中心に放送するため、ローカル差し替えをする地域が少ない。番組はその要領を活かして、17:54の気象情報を中心に伝える地域枠を放送したあと放送センターからの18時の全国のニュースに繋ぎ、さらに18:10からの地域ニュースへと促せるように配分される。その後の時間帯に放送される地域ニュースのタイトルのほとんどは「ゆうどきネットワーク」の番組タイトルのキーワードにちなんだ言葉を含んだような番組タイトルを名乗ることも大きな特徴である。
| ブロック    | 放送局   | ネット状況 | 備考 |
| ----------- | -------- | ---------- | --- |
| 北海道      | 札幌     | ○          | 2008年度からフルネット開始。 2007年度までは非ネットだった。 |
| 北海道      | 函館     | ○          | 2008年度からフルネット開始。 2007年度までは非ネットだった。 |
| 北海道      | 室蘭     | ○          | 2008年度からフルネット開始。 2007年度までは非ネットだった。 |
| 北海道      | 旭川     | ○          | 2008年度からフルネット開始。 2007年度までは非ネットだった。 |
| 北海道      | 帯広     | ○          | 2008年度からフルネット開始。 2007年度までは非ネットだった。 |
| 北海道      | 釧路     | ○          | 2008年度からフルネット開始。 2007年度までは非ネットだった。 |
| 北海道      | 北見     | ○          | 2008年度からフルネット開始。 2007年度までは非ネットだった。 |
| 東北        | 盛岡     | ○          | 2007年度からフルネット開始。 2006年度は非ネットだった。 |
| 東北        | 秋田     | ○          | 2007年度からフルネット開始。 2006年度は非ネットだった。 |
| 東北        | 仙台     | ○          | 2007年度からフルネット開始。 2006年度は第1部のみネットした。 |
| 東北        | 山形     | ○          | 2007年度からフルネット開始。 2006年度は第1部のみネットした。 |
| 東北        | 福島     | ○          | 2008年度からフルネット開始。 2007年度は月曜 - 木曜をフルネット。 2006年度は第1部のみネットした。 |
| 東北        | 青森     | ○          | 2008年度からフルネット開始。 2007年度は月曜 - 木曜をフルネット。 2006年度は第1部のみネットした。 |
| 関東        | 東京     | ●          | 制作主管局 |
| 関東        | 水戸     | ●          | 2007年9月25日からフルネット開始。 2007年度当初は金曜日のみネット。 2008年度までは『いばらきわいわいスタジオ』を放送した（デジタルのみ）。 |
| 関東        | 宇都宮   | ○          | 中継参加のみ |
| 関東        | 前橋     | ○          | 中継参加のみ |
| 関東        | さいたま | ○          | 中継参加のみ |
| 関東        | 千葉     | ○          | 中継参加のみ |
| 関東        | 横浜     | ○          | 中継参加のみ |
| 甲信越      | 甲府     | ●          | 番組開始時から唯一のフルネット局。 |
| 甲信越      | 長野     | ●          | 2007年度からフルネット開始。 2006年度は非ネット局だった。 |
| 甲信越      | 新潟     | ●          | 2007年度からフルネット開始。 2006年度は第1部のみネットした。 |
| 北陸        | 富山     | ○          | 2007年度からフルネット開始。 2006年度は第1部のみネットした。 |
| 北陸        | 金沢     | ○          | 2007年度からフルネット開始。 2006年度は第1部のみネットした。 |
| 北陸        | 福井     | ○          | 2007年度からフルネット開始。 2006年度は第1部のみネットした。 |
| 東海        | 静岡     | ○          | 2007年度からフルネット開始。 2006年度は第1部をネットし、第2部は、特別編成で放送した。 |
| 東海        | 名古屋   | ○          | 2007年度からフルネット開始。 2006年度は第1部のみネットした。 |
| 東海        | 岐阜     | ○          | 2007年度からフルネット開始。 2006年度は第1部のみネットした。 |
| 東海        | 津       | ○          | 2007年度からフルネット開始。 2006年度は第1部のみネットした。 |
| 関西        | 大阪     | ○          | 番組開始以来唯一の非ネット局であった。 ただし、全国ニュースの部分はネット。 2011年度は東日本大震災関連の放送のため、4月12日から5月20日までフルネット。 5月23日から6月10日までは放送枠拡大部分となる18時台のみネット。 2012年3月5日から9日間での期間も東日本大震災関連の放送のためフルネット。 2012年度までは未ネットだった。 2013年度からフルネットを開始するとともに、金曜日の制作を担当する。 |
| 関西        | 京都     | ○          | 番組開始以来唯一の非ネット局であった。 ただし、全国ニュースの部分はネット。 2011年度は東日本大震災関連の放送のため、4月12日から5月20日までフルネット。 5月23日から6月10日までは放送枠拡大部分となる18時台のみネット。 2012年3月5日から9日間での期間も東日本大震災関連の放送のためフルネット。 2012年度までは未ネットだった。 2013年度からフルネットを開始するとともに、金曜日の制作を担当する。 |
| 関西        | 神戸     | ○          | 番組開始以来唯一の非ネット局であった。 ただし、全国ニュースの部分はネット。 2011年度は東日本大震災関連の放送のため、4月12日から5月20日までフルネット。 5月23日から6月10日までは放送枠拡大部分となる18時台のみネット。 2012年3月5日から9日間での期間も東日本大震災関連の放送のためフルネット。 2012年度までは未ネットだった。 2013年度からフルネットを開始するとともに、金曜日の制作を担当する。 |
| 関西        | 大津     | ○          | 番組開始以来唯一の非ネット局であった。 ただし、全国ニュースの部分はネット。 2011年度は東日本大震災関連の放送のため、4月12日から5月20日までフルネット。 5月23日から6月10日までは放送枠拡大部分となる18時台のみネット。 2012年3月5日から9日間での期間も東日本大震災関連の放送のためフルネット。 2012年度までは未ネットだった。 2013年度からフルネットを開始するとともに、金曜日の制作を担当する。 |
| 関西        | 奈良     | ○          | 番組開始以来唯一の非ネット局であった。 ただし、全国ニュースの部分はネット。 2011年度は東日本大震災関連の放送のため、4月12日から5月20日までフルネット。 5月23日から6月10日までは放送枠拡大部分となる18時台のみネット。 2012年3月5日から9日間での期間も東日本大震災関連の放送のためフルネット。 2012年度までは未ネットだった。 2013年度からフルネットを開始するとともに、金曜日の制作を担当する。 |
| 関西        | 和歌山   | ○          | 番組開始以来唯一の非ネット局であった。 ただし、全国ニュースの部分はネット。 2011年度は東日本大震災関連の放送のため、4月12日から5月20日までフルネット。 5月23日から6月10日までは放送枠拡大部分となる18時台のみネット。 2012年3月5日から9日間での期間も東日本大震災関連の放送のためフルネット。 2012年度までは未ネットだった。 2013年度からフルネットを開始するとともに、金曜日の制作を担当する。 |
| 中国        | 鳥取     | ○          | 2007年度からフルネット開始。 2006年度は非ネットだった。 |
| 中国        | 松江     | ○          | 2007年度からフルネット開始。 2006年度は非ネットだった。 |
| 中国        | 岡山     | ○          | 2007年度からフルネット開始。 2006年度は非ネットだった。 |
| 中国        | 広島     | ○          | 2007年度からフルネット開始。 2006年度は非ネットだった。 |
| 中国        | 山口     | ○          | 2007年度からフルネット開始。 2006年度は非ネットだった。 |
| 四国        | 高知     | ○          | 2007年度からフルネット開始。 2006年度は第1部のみネットした。 |
| 四国        | 松山     | ○          | 2010年度からフルネット開始。 2007年度～2009年度までは月曜 - 木曜のみネットした。 2006年度は第1部のみネットした。 |
| 四国        | 高松     | ○          | 2010年度からフルネット開始。 2007年度～2009年度までは月曜 - 木曜のみネットした。 2006年度は第1部のみネットした。 |
| 四国        | 徳島     | ○          | 2007年度から月曜 - 木曜のみのネットを開始。 2012年度から金曜日もネットを開始。 2006年度は非ネットだった。 |
| 九州・ 沖縄 | 福岡     | ○          | 2008年度からフルネット開始。 2007年度までは非ネットだった。 |
| 九州・ 沖縄 | 北九州   | ○          | 2008年度からフルネット開始。 2007年度までは非ネットだった。 |
| 九州・ 沖縄 | 佐賀     | ○          | 2007年度からフルネット開始。 2006年度は非ネットだった。 |
| 九州・ 沖縄 | 大分     | ○          | 2007年度からフルネット開始。 2006年度は非ネットだった。 |
| 九州・ 沖縄 | 長崎     | ○          | 2007年度からフルネット開始。 2006年度は非ネットだった。 |
| 九州・ 沖縄 | 熊本     | ○          | 2007年度からフルネット開始。 2006年度は第1部のみネットした。 |
| 九州・ 沖縄 | 沖縄     | ○          | 2007年度からフルネット開始。 2006年度は第1部のみネットした。 |
| 九州・ 沖縄 | 鹿児島   | ○          | 2008年度からフルネット開始。 2007年度は放送を取りやめた。 2006年度は第1部のみネットした。 |
| 九州・ 沖縄 | 宮崎     | ○          | 2010年度から月曜 - 木曜までのネットを開始。 2012年度から金曜日もネットを開始。 2009年度までは非ネットだった。 |

| 2009年12月28日 | 東京局、横浜局、前橋局、水戸局、宇都宮局、千葉局、さいたま局、山形局、山口局、松山局、徳島局、大分局、佐賀局                                                                                         |
| 2010年12月28日 | 東京局、横浜局、前橋局、水戸局、宇都宮局、千葉局、さいたま局、秋田局、山形局、盛岡局、福島局、青森局、新潟局、甲府局、福井局、富山局、広島局、山口局、松山局、徳島局、宮崎局、大分局、佐賀局、沖縄局 |
| 2011年12月28日 | 東京局、横浜局、前橋局、宇都宮局、千葉局、さいたま局、秋田局、山形局、福島局、新潟局、甲府局、福井局、富山局、広島局、山口局、松山局、高知局、高松局、長崎局、宮崎局、大分局、沖縄局                 |
| 2012年12月28日 | 別番組差し替えとなる仙台局、金沢局、佐賀局、熊本局、大分局、鹿児島局および元から未放送である関西地方を除く全局で放送。                                                                               |

## 主なコーナー

### 2008・2009年度
冒頭部
- ニャン太郎カメラ（オープニング、OPアニメ直後に司会者が登場する場合にはカットされる場合がある）
- ニャンカメが行く!（通称：ニャンカメ中継）

17時台
- ゆうどきCHECK!（月 - 木）
- 特集
  - 中村次郎のお天気白書
- 人生ドラマチック
- 行ってみたい!
- いま旬 一本勝負!
- 知っ得 法律ナビ
- 絶品!まかない飯
- ゆうどきライブ
- 『世界一周!地球に触れる・エコ大紀行』ダイジェスト（火）
- 生活向上委員会（主に火）
- 素顔にあいたい（主に水）
- 東京いなかの味めぐり（主に木）
- 列島津々うらうら（主に火・木。[注 48]。ここでは主に土曜日朝の『NHKニュースおはよう日本』ローカル枠内（7:30 - 8:00）で放送される旅のコーナーを2本ずつ紹介する）
- 今週のニッポン（金）
- うちへ帰ろう（金）
- にっぽん幸せ探しの旅（金）
- わが心の東京画（金）
- 企画（不定期。公式サイトで「企画」とつくもの、アナ、契約キャスター、タレントが不定期に出演するシリーズ）
  - 安部みちこの女を磨くテレビ（2008年で終了）
  - 探偵デーブのにっぽんのお言葉
  - 芝田山親方ごっつあんスイーツ
    - 大相撲千秋楽翌日（月曜日が祝日の場合は火曜日か水曜日）に放送される限定コーナー。
    - そのほか千秋楽翌日ではないが、2008年8月25日も北海道編（夏巡業中の時期）として特別放送。また、9月29日と10月6日、11月26日と12月6日に2週連続で放送されたこともある。

  - *2009年1月5日にはこれまでの総集編が放送された。
  - ラーメン一直線（2007年度「山本哲也のラーメン紀行」の後継コーナー）
  - 奈美悦子の元気なみなみ（2007年度「奈美悦子の雑穀バンザイ!」の後継コーナー）
  - 永島敏行の列島すしづくし（2007年度「永島敏行の漬け物紀行」の後継コーナー）
  - 矢崎滋の大人の修学旅行
  - きよ彦のぐるりにっぽん・郷土料理に舌鼓!（2009年2月 - ）

### 2007年度
- ゆうどきチェック（月 - 木）
  - 史恵におシエて（月）
  - 東京アレが気になる（木）
- 中村次郎の“天気カメラ”中継
- きょうの特集（月 - 水）
- ふるさと興味津々（木）
- ○○一年生
- ○○へのメッセージ
- ゆうどきライブ（各地からの生中継）
- あの人のオフタイム（金）
- 街に行こうよ（金）
- 企画（不定期）
  - 山本哲也のラーメン紀行
  - ど〜も哲也です
  - 史恵におシエて
  - 中村次郎の日日是好日
  - 永島敏行の漬け物紀行
  - 奈美悦子の雑穀バンザイ!
  - 我が家の気象予報士

### 2006年度
第1部
- 東京アレが気になる
- 街に行こうよ
- ゆうどきライブ（東京やネット局地域からの生中継）
- 中村次郎の日々是好日
- カルチャークリック（文化芸能情報）

第2部
- 関東のローカルニュース（ニュースセンターから。基本的には内藤裕子の担当であるものの宮崎浩輔などが担当したこともあった）
ここでは山梨・静岡両県のニュースは扱わなかった（末期ではごく稀に扱うこともあった）。
- 特集
- 男の手料理（江崎が進行する料理コーナー）
- 気象情報（関東1都6県＋山梨・静岡が対象）
ここでは関東地方の予報画面は通常関東1都6県と山梨・静岡東部伊豆であるが、この番組に限り、静岡中部・西部の予報も表示された。
- まるごと一週間（金曜日、関東1都6県に限定した内容。末期には山梨・静岡の内容も一部伝えた）
- おでかけ情報（金曜日、関東1都6県と山梨・静岡が対象）
- 各地の話題（金曜日、東京以外の関東6局と甲府局・静岡局のうち毎週2局のスタジオから地域の話題を各局のアナ・キャスターが伝える）

## 地域ごとの差し替え番組
- （ブロック）は、月曜 - 金曜にブロックのニュースを（2007年度は『ゆうどき』ネット局でも）放送し、（ネット）は、『ゆうどき』をネット。

### 2013年度
関西地区がネット受け開始。また、同時に金曜日分の制作を担当することになった。

### 2012年度
徳島局と宮崎局が全曜日放送に移行し、未放送の関西地区を除くすべての地域が全曜日放送となった。

### 2010年度
松山局が全曜日放送に移行したことと宮崎局が新規初放送（金曜日のみ差し替えを継続）となったほかは変更なし。

### 2008・2009年度
2008年度はこの番組が原則として全国放送に移行することが示されたため、差し替えを行う局がさらに大幅に減った。ただし、全曜日未放送は関西のNHK放送局と宮崎の7局、金曜日のみ差し替えは松山と高松（隔週）と徳島の3局である。関西以外は16:50 - 16:55まではミニ番組で穴埋めされる。

#### 全曜日差し替え
大阪・神戸・京都・大津・奈良・和歌山放送局（関西ネットワーク）
- ミニ番組（月曜 - 金曜 16:50 - 16:55）
  - もういちど、日本（月曜）
  - つまみ食い!アジアン食堂（火曜）
  - 大河ドラマダイジェスト（水曜）
  - 麻里子さまのおりこうさま!（木曜）
  - 青山ワンセグ開発（金曜）
- あほやねん!すきやねん!（月曜 - 金曜 17:10 - 17:57）

#### 金曜のみ差し替え
徳島放送局
あわメロ（金曜17:05 - 18:00。2012年3月で終了）
宮崎放送局
いっちゃがゴールド（金曜17:05 - 18:00。2012年4月に金曜19:30からの放送に時間帯移動・規模を縮小して継続）
2009年6月12日（金曜日）は北海道地方でもYOSAKOIソーラン祭りの特別番組を放送するため中断ニュースを除き番組休止となる。

## その他
- 2007年3月4日、BS2『あなたのアンコール』において初めて未放送の地域にも放送された。
- 2009年3月20日（春分の日）には、「にっぽん幸せ探しの旅」の総集編が8:35 - 9:50に放送された（字幕放送あり）。その後、視聴者からの反響が多かったことから4月23日（22日深夜）1:40 - 2:55にアンコール放送された。
  - 進行は山本哲也、リポーター・ディレクター陣は森園有里、山本純子、佐伯桃子が出演。
  - ゲストは山本一力、あき竹城、加藤紀子。
  - 未放送地域がある旨の字幕告知がなされた上で宮崎県では放送されたが、関西では第81回選抜高等学校野球大会の開幕を翌日に控えたこともあり、以下の番組に差し替えられた。なお、4月23日（22日深夜）のアンコール放送は関西地方でも放送された。
    - 8:35 - 9:15：甲子園のイチオシ君! 〜センバツ関西の注目選手たち〜
    - 9:15 - 9:58：大人の遠足 城下町ぶる〜す総集編（再放送）

2011年10月11日より、スタジオセットがNHKスタジオパーク新装オープンを記念して番組は新セットで放送を開始した。セットのコンセプトについては前ほど大きな変化はない。スタジオパークの工事期間中は、通常の放送センターのスタジオ内に簡易的な前のセットを組んで番組を放送した。
山本アナと合原アナは本番組終了から約1年後の2016年3月12日にNHKラジオ第1の特別番組「震災から５年被災地を励ます歌」で、その1ヶ月後の2016年4月14日放送の「首都圏ネットワーク」で、メインキャスターの2人の共演が久しぶりに実現した。その後も不定期で共演することがある。